# Diplomlehrer
Diplomlehrer (Dipl.-Lehrer) war in der DDR eine Berufsbezeichnung und ein akademischer Grad für Absolventen des Diplomlehrerstudiums an Universitäten und Pädagogischen Hochschulen. Das Hochschulstudium als Diplomlehrer konnte auch im Fernstudium erworben werden.
Mit dem Hochschulabschluss und der Erlangung des akademischen Grades Diplomlehrer nach vierjährigem (acht Semester, Regelfall) bzw. fünfjährigem (zehn Semester) Studium erwarb der Absolvent in der Regel die Lehrbefähigung zur Erteilung des Fachunterrichts in zwei Fächern bis zur Klasse 12 (Abitur). Darüber hinaus erwarben Diplomlehrer mit diesem Abschluss in der universitären Ausbildung auch die Lehrbefähigung bis zum Vordiplom (Grundstudium bis zum vierten Semester an einer Hochschule oder Universität).

## Geschichte der Diplomlehrer-Ausbildung in der DDR
In den 1960er Jahren erfolgte bezüglich des Umfangs der Lehrbefähigung noch eine Differenzierung in der Lehrerausbildung, welche sich auch in den Inhalten und unterschiedlichen Studienzeiten niederschlug. Ab dem 1. Mai 1969 wurde die Oberschullehrer-Ausbildung schrittweise vereinheitlicht, und anstelle von Staatsexamen traten nun Abschlüsse als Diplomlehrer.
Während einer Übergangsregelung war der Abschluss noch mit einem Staatsexamens- bzw. Fachlehrerzeugnis verbunden, in dem zusätzlich die Lehrbefähigung bis zur Klasse 10 oder bis zur Klasse 12 angegeben war.
Vom 1. Juni 1971 an war die Ausbildung der Diplomlehrer generell auf die Erteilung des Fachunterrichts an den allgemeinbildenden polytechnischen Oberschulen der DDR ausgerichtet. Es wurde nicht mehr zwischen der Ausbildung für Lehrkräfte an der Polytechnischen Oberschule (POS, bis Klasse 10, Mittlere Reife) und der Erweiterten Oberschule (EOS, bis Klasse 12, Abitur) differenziert.
Auf den Zeugnissen über den Hochschulabschluss waren bezüglich der Lehrbefähigung nicht mehr Klassenstufen angegeben, sondern nur noch die „Lehrbefähigung zur Erteilung des Fachunterrichts der allgemeinbildenden polytechnischen Oberschulen der DDR“. Die Lehrbefähigungen erstreckten sich somit auch auf die Erweiterte Oberschule (EOS bis Klasse 12), die Teil der allgemeinbildenden polytechnischen Oberschulen der DDR waren.
Im Zuge dieser Vereinheitlichung wurden Themen der Abiturstufe generell Ausbildungsinhalt bei der Diplomlehrer-Ausbildung.
Diplomlehrer hätten auf Grund ihrer umfassenden Ausbildung grundsätzlich jederzeit zwischen den beiden Schulformen wechseln können.

## Studienzeit
Voraussetzung für ein Lehrerstudium in der DDR waren das Abitur oder die Hochschulreife, welche in einem einjährigen Vorkurs nach Klasse 10 (Mittlere Reife) und vor Studienbeginn direkt an der Universität erworben werden konnte. I. d. R. waren dies meist überdurchschnittlich begabte Schüler, die den Abiturstoff in einem Jahr absolvieren konnten.
Die Regelstudienzeit betrug vier Jahre (acht Semester) oder fünf Jahre (zehn Semester) nach einem streng vorgegebenen Studienplan. Während dieser Zeit mussten alle anstehenden Prüfungen, mindestens drei Schulpraktika und zwei weitere Praktika sowie die Diplomarbeit erfolgreich abgeschlossen werden.
Bei der universitären Ausbildung unterschied man nicht zwischen Fachstudium und Lehramtsstudium. So studierten z. B. angehende Diplommathematiker und angehende Diplomlehrer für Mathematik zusammen dieselben grundlegenden Stoffgebiete und absolvierten dieselben Prüfungen. Unterschiede gab es dahingehend, dass Diplommathematiker z. B. zusätzlich den ingenieurwissenschaftlichen Bereich belegten, währenddessen Diplomlehrer die euklidische Geometrie zusätzlich behandelten. In den naturwissenschaftlichen Studienrichtungen verhielt es sich ähnlich.
Auf Grund dieser hohen fachlichen Anforderungen gab es bereits nach dem ersten Studienjahr eine hohe Zahl an Studienabbrechern. Im Großen und Ganzen erlangten durchschnittlich nur rund 50 % der Studienanfänger des jeweiligen Fachbereichs das Studienziel und somit den akademischen Grad Diplomlehrer. Im Bereich der mathematisch-naturwissenschaftlichen Fachrichtungen eher noch weniger.
Neben den beiden Fachgebieten, die ein Absolvent belegen musste, wurden auch die Fachgebiete Russisch, Marxismus-Leninismus, Pädagogik, Psychologie, Methodik (Allgemeine Didaktik) des Hauptfaches und Methodik des Nebenfaches geprüft. In den 1980er Jahren konnte noch ein weiteres Nebenfach hinzukommen, z. B. Informatik.
Während der Studienzeit galt es laut Studienplan drei verschiedene Schulpraktika und zwei weitere Praktika zu absolvieren:
- Nach dem zweiten Semester mussten die Absolventen ein Orientierungspraktikum an einer der Stammschulen am Ort der Universität oder Hochschule mit anschließendem Mitwirken im Ferienlager in den Sommerferien abhalten. Während dieses Praktikums waren die Praktikanten für die Freizeitgestaltung der Schüler eigenverantwortlich. Unterricht fand nicht statt. Ziel des Praktikums war die Entscheidungsfindung, ob man sich selbst für diese Berufsrichtung aus pädagogischer Sicht für geeignet hielt. Die Praktikanten wurden von den dortigen Fachlehrern oder Erziehern bezüglich der Eignung beurteilt. Diese beiden Einschätzungen nahmen die Universitäten oder Hochschulen zum Anlass, ebenfalls nochmals über die Eignung des Absolventen zum Lehrerberuf zu entscheiden und eine Empfehlung abzugeben.
- Zwischen dem dritten und dem siebten Semester fand einmal wöchentlich ein Schulpraktikum zu je einer Unterrichtsstunde in den beiden Fachrichtungen an einer Stammschule am Ort der Universität oder Hochschule statt. Eine kleine Gruppe von Praktikanten und ein Hochschullehrer trafen sich wöchentlich um Hospitationsaufträge zu erfüllen und um später eigenen Unterricht im Beisein aller Beteiligten vor einer Klasse abzuhalten. Im Anschluss wurden entsprechende Auswertungen vorgenommen.
- Des Weiteren mussten während der Studienzeit noch ein Kulturpraktikum und Wehrerziehungspraktikum absolviert werden.
- Am Ende der Studienzeit fand das dreimonatige Schulpraktikum statt, welches straff organisiert war und von je einem Hochschullehrer oder Professor der Universität oder Hochschule und einem Mentor an der jeweiligen Schule begleitet wurde. Es bestand aus einer zwei- bis dreiwöchigen Hospitationsphase und einer Phase des eigenständigen Unterrichtens. Auch hier wurden als Abschluss zwei Prüfungen (Unterrichtsprobe im Haupt- und Nebenfach) und zusätzlich noch eine schriftliche Examensarbeit in Methodik, Pädagogik oder Psychologie absolviert. Das Praktikum fand i. d. R. wohnortnah statt und Wünsche des Praktikanten wurden, wenn möglich, dahingehend berücksichtigt.

## Diplomverfahren
Das Diplom war im Hochschulwesen der DDR der erste akademische Grad. Das Recht zur Verleihung des Diploms im Falle einer Diplomlehrer-Ausbildung besaßen die Universitäten und pädagogischen Hochschulen, denen dieses Recht durch den Minister für Hochschul- und Fachschulwesen verliehen wurde. Voraussetzungen zur Eröffnung des Diplomverfahrens waren die Erfüllung der im Studienplan fixierten Anforderungen einschließlich der bestandenen Hauptprüfung (vergleichbar mit dem 1. Staatsexamen in der BRD) sowie das Vorliegen der Diplomarbeit. Grundlage des Diploms bildeten die bestandene Hauptprüfung und somit der Nachweis der erforderlichen wissenschaftlichen Kenntnisse und Fähigkeiten sowie die erfolgreiche öffentliche Verteidigung der eingereichten Diplomarbeit.

## Anerkennung des Diplomlehrers nach der Wiedervereinigung Deutschlands
Die Berufsbezeichnung und der akademische Grad Diplomlehrer darf auch im vereinten Deutschland weiter getragen werden.
In der Vereinbarung über die Anerkennung und Zuordnung der Lehrerausbildungsgänge der ehemaligen DDR zu herkömmlichen Laufbahnen wird u. a. auch die Anerkennung des Diplomlehrer-Abschlusses geregelt.
Geregelt wurde kurz gesagt:
1. Die Zuordnung der in der DDR absolvierten Lehrerausbildungslehrgänge zu gängigen Laufbahnen in der BRD.
2. Der Ersatz des Vorbereitungsdienstes und der 2. Staatsprüfung durch eine Bewährungsfeststellung.
3. Die gegenseitige Anerkennung der Abschlüsse unter den Ländern, insbesondere im Lehreraustauschverfahren.

Im Rahmen der Eingruppierung (Besoldungsgruppen) wurde die Diplomlehrerausbildung in der Praxis der Länder wieder in die Zugehörigkeit des Diplomlehrers zu den Schulformen POS (bis Klasse 10) und EOS (bis Klasse 12) differenziert. Diplomlehrer, welche ausschließlich in der POS unterrichteten, wurden den Schularten der Sekundarstufe I zugeordnet. Diplomlehrer, welche an der EOS unterrichteten, wurden den Schularten der Sekundarstufe II zugeordnet.

## Sonderformen des Diplomlehrers
An der Universität Rostock wurde der Diplomlehrer für Hilfsschulen (besondere Einrichtungen für Menschen mit einer Lernbehinderung) ausgebildet. Es handelte sich dabei um ein integratives Studium mit Schwerpunkt Lernbehinderung.
Des Weiteren gab es noch den Diplomlehrer für eine sonderpädagogische Fachrichtung, welcher an Sonderschulen eingesetzt wurde. Dabei handelte es sich um Diplomlehrer mit vier- bis fünfjährigem Studium für die Klassen 5 bis 10 und einem zweijährigen Zusatzstudium mit sonderpädagogischer Fachrichtung.
Die Rheinisch-Westfälische Technische-Hochschule Aachen (RWTH) vergibt an Absolventen eines abgeschlossenen Studienganges für das Lehramt der Sekundarstufe II der Fakultät Mathematik, Informatik und Naturwissenschaften und der Philosophischen Fakultät den Diplomgrad mit der Bezeichnung Diplom-Gymnasiallehrerin bzw. Diplom-Gymnasiallehrer (Dipl.-Gyml.). Dieser Grad wird von der Hochschule verliehen, wenn der Abschluss der Ersten Staatsprüfung erfolgreich absolviert wurde. Eine Diplomarbeit, wie ansonsten üblich, muss nicht eingereicht und öffentlich verteidigt werden.